# G2B
G2B (англ. Government to Business, рус. Правительство бизнесу) — набор программных и аппаратных средств для осуществления онлайн взаимодействия исполнительной власти и коммерческих структур с целью поддержки и развития бизнеса. К классу G2B можно отнести информационные веб-сайты органов власти, системы электронных закупок и пр.

## Примеры
- https://web.archive.org/web/20140207091549/http://g2b.perm.ru/ — проект Министерства развития предпринимательства и торговли Пермского края.
- http://g2b.tatar.ru — проект республики Татарстан.